# Hyptiastis
Hyptiastis is een geslacht van vlinders van de familie Lecithoceridae.

## Soorten
- H. clematias Meyrick, 1911
- H. microcritha Diakonoff, 1954